# Scotopteryx obliterata
Scotopteryx obliterata är en fjärilsart som beskrevs av Louis Beethoven Prout 1914. Scotopteryx obliterata ingår i släktet backmätare, och familjen mätare. Inga underarter finns listade.